# Prinsessan Helene av Waldeck och Pyrmont
Prinsessan Helene av Waldeck och Pyrmont, dopnamn: Helene Friederike Auguste, född 17 februari 1861 i Arolsen, Waldeck-Pyrmont, död 1 september 1922 i Hinterriss, Österrike, var en brittisk prinsessa som gift med Prins Leopold, hertig av Albany.

## Biografi
Helene var dotter till furst Georg Viktor av Waldeck-Pyrmont och Helene Wilhelmine av Nassau-Weilburg. Hennes bror furst Fredrik var den siste regerande fursten av Waldeck-Pyrmont och hennes syster Emma var drottning av Nederländerna (mor till drottning Wilhelmina). Helene var på mödernet kusin med kung Gustaf V av Sverige och hans bröder.
Helene beskrivs som humoristisk, men också som varmt troende. Hon gifte sig 27 april 1882 med prins Leopold, hertig av Albany (1853–1884), yngste sonen till drottning Viktoria av Storbritannien, i St. George's Chapel på Windsor Castle. I sin makes land blev hon därefter benämnd som hertiginnan av Albany. Prins Leopold dog i Cannes 28 mars 1884.
Efter allt rabalder runt hennes makes död och begravning bestämde hon sig för att begravas där hon dog, utan stora åthävor; så skedde också. Under ett besök hos sonen på hans sommarresidens i Österrike drabbades hon av en hjärtinfarkt och dog. Hon blev begravd där och ett litet kapell restes senare.

## Barn
1. Prinsessan Alice av Albany (1883–1981), gift 1904 med Alexander Cambridge, 1:e earl av Athlone (1874–1957) (3 barn)
2. Karl Edvard av Sachsen-Coburg-Gotha (1884–1954), gift 1905 med Victoria Adelheid av Schleswig-Holstein-Sonderburg-Glücksburg (1885–1970) (5 barn)

## Galleri

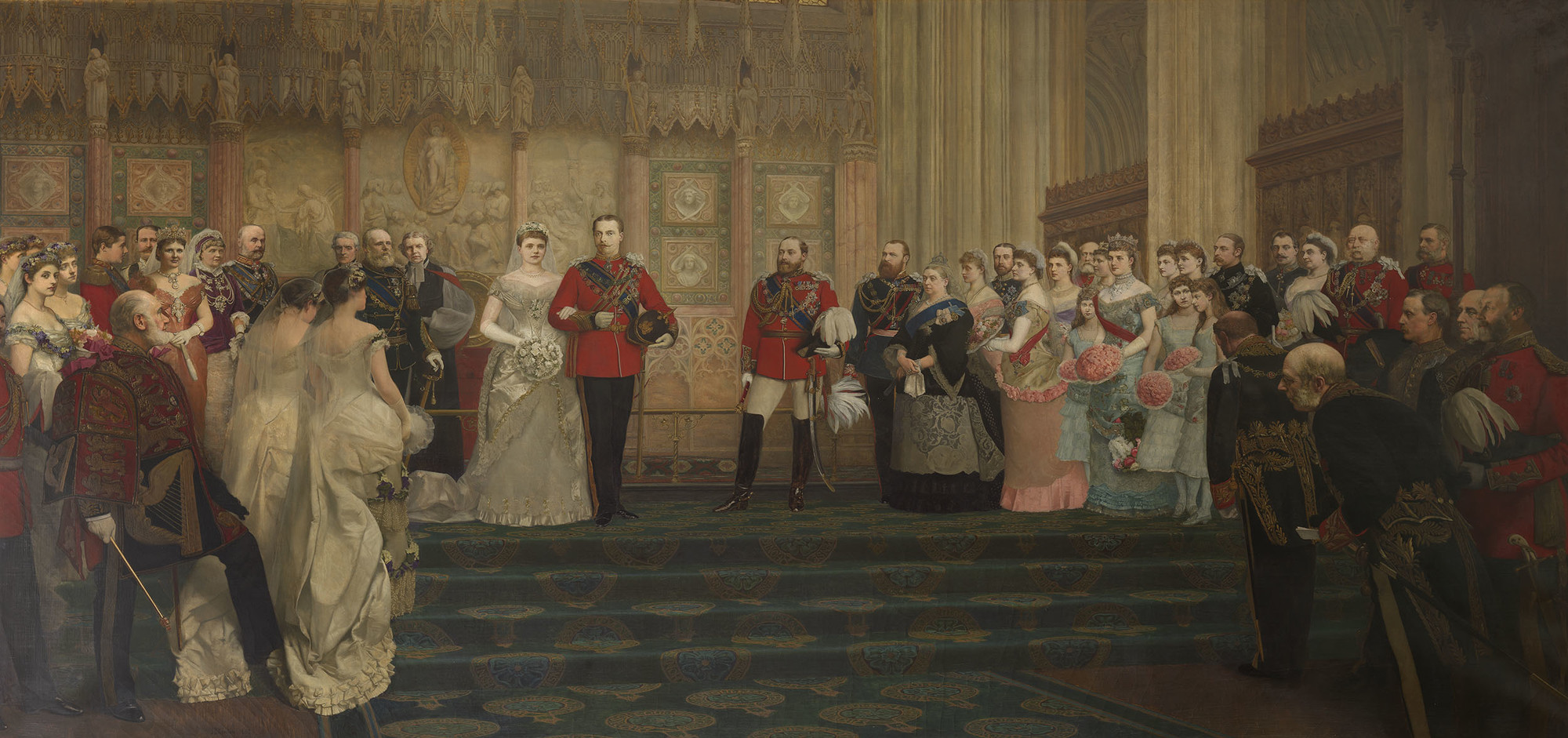
Målning föreställande vigseln 1882 som beställdes av prinsessans svärmor efter sin yngste sons död 1885.